# Faye Wattleton
Faye Wattleton (nascida Alyce Faye Wattleton; St. Louis, 8 de julho de 1943) é a primeira afro-estadunidense e a mais jovem presidenta eleita para a Planned Parenthood Federation of America, uma organização nos Estados Unidos que presta serviços para direitos reprodutivos e educação sexual. É também a primeira mulher a exercer o cargo desde Margaret Sanger. Ela é especialmente conhecida por suas contribuições no planejamento familiar e saúde reprodutiva, bem como por sua atuação no movimento pró-escolha.

## Início da vida e educação
Wattleton nasceu em St. Louis, Missouri, em 1943, a única filha de um trabalhador da construção civil e uma costureira e pastora. Durante a sua infância, a atuação religiosa de sua mãe fez com que viajasse com frequência. Embora sua mãe nunca ter aprovado seu trabalho em direitos reprodutivos, Wattleton considera que os princípios de sua criação tiveram um impacto profundo sobre o seu futuro trabalho na área do planejamento familiar.
Ela se formou em enfermagem na Universidade de Estado de Ohio, em 1964, e lecionou em uma escola de enfermagem em Dayton, Ohio, durante dois anos. Ela obteve um mestrado em cuidados materno-infantis, com a certificação como enfermeira-parteira da Universidade de Columbia , em 1967. Enquanto era mestranda, foi interna em um hospital em Harlem. Lá, ela viu em primeira mão o "os risco de abortos inseguros realizados", e ela começou a trabalhar em defesa da saúde das mulheres. Em 1967, ela se juntou ao conselho local de Família Planejada (Planned Parenthood)e, logo após, tornou-se a presidenta da organização em Dayton. Em 1970, tornou-se diretora executiva da Planned Parenthood de Miami Valley. Wattleton também recebeu 15 doutorados honorários.

## Carreira
Durante sua presidência na Planned Parenthood Federation of America, de 1978 a 1992, Wattleton transformou a organização em uma entidade politicamente engajada ao mesmo tempo em que aumentou os seus serviços de saúde. Antecipando que a década de 1980 iria trazer muitos desafios políticos, Wattleton reestruturou a organização, de modo que pudesse responder ao novo ambiente criado por Ronald Reagan e a ascensão da Direita Religiosa. Quando ela deixou a presidência da organização, esta tinha mais de 170 filiais em 49 estados e Washington, D.C. e operava mais de 800 centros de saúde.
Em 1986, a Associação Humanista Americana a nomeou Humanista do Ano.
Em 1992, Wattleton recebeu o S. Roger Horchow Award por sua dedicação ao serviço público. Em 1995, ela serviu como o presidenta do Centro para o Avanço da Mulher (CFAW), que ela ajudou a fundar.